# 10e escadrille de chasse
La 10e escadrille (néerlandais : 10de Smaldeel) était la seconde escadrille de chasse de la composante aérienne des forces armées belges. Elle fut créée durant la Première Guerre mondiale sous le nom de 5e escadrille puis réorganisée comme une escadrille affectée à la chasse et renommée en 10e escadrille de chasse en mars 1918. Elle disparaît dans les années 1920 pour être reformée de 1949 à 1957 comme unité de chasse de nuit.

## Historique

### Première guerre mondiale
La 10e escadrille de chasse était à l'origine la 5e escadrille de chasse qui fut fondée en août 1916 et qui était la seconde escadrille de l'Aviation Militaire Belge. En 1918, celle-ci fut réorganisée et renommée et la nouvelle unité ainsi créée utilisa la comète comme insigne sur ses appareils. La 5e escadrille de chasse fut mobilisée en septembre 1916. Elle comptabilisa sa première victoire le 17 novembre 1916. Le 15 février 1917, sa patrouille de 7 appareils devenait la première formation belge plus grande qu'une paire d'avions. La 5e escadrille sera créditée de 15 victoires, perdit 2 pilotes aux combats et 1 fut blessé. En mars 1918, elle sera réorganisée et renommée en 10e escadrille de chasse, fut intégrée au Groupe de Chasse. Elle fut créditée sur le restant de la guerre de 11 victoires homologuées sur 22 réclamées. 3 de ses pilotes furent tués en action, 2 capturés et 1 blessé.

### Entre-deux-guerres
Après l'armistice, la 10e escadrille participe avec la 11e escadrille à l'occupation de la Rhénanie. Elle sera basée à Bochum jusqu'en juillet 1919.
En février 1922, l'escadrille s'installe sur la base de Bierset et compose le 5e Groupe de Bombardement avec les 11 et 12e escadrilles. Elle devient la 1re escadrille en 1924 et changera encore de dénominations plusieurs fois par la suite.

### 10eescadrille de Chasse de nuit
Fin de l'année 1946, la 361e escadrille est créée et en juin 1948 elle est transformée en flight de chasse de nuit.
Le 2 juillet 1949, l'escadrille devient la 10e escadrille de chasse de nuit, est intégrée au 1er wing et est basée à Beauvechain.
Le 15 septembre 1957, l'unité est dissoute définitivement.

## Commandants
1. Capitaine Jules Dony: août 1916 - tombé au champ d'honneur le 1er octobre 1918[2]
2. Ede Woelmont: 1er octobre 1918 - 5 octobre 1918
3. L. Robin: 6 octobre 1918 - 11 novembre 1918[3]

## Aérodromes
1. La Panne: septembre 1916 - été 1917
2. Les Moëres: été 1917 - octobre 1918[2]
3. Moerkerke: octobre 1918 - 11 novembre 1918[3]
4. Bochum (Allemagne) : novembre 1918 - juillet 1919
5. Bierset : 1922 - 1924
6. Beauvechain : 1948 - 1957

## Appareils
- Nieuport 11
- Nieuport 17
- Nieuport 23
- SPAD VII[2]
- Hanriot HD.1
- SPAD XIII: novembre 1918[3]
- DH-4: février 1922[4]
- Mosquito NF30 1948 - 1956 [5]
- Meteor NF30: 25 juillet 1952 [6]

## Sources
- (en) Cet article est partiellement ou en totalité issu de l’article de Wikipédia en anglais intitulé « 10me Escadrille de Chasse » (voir la liste des auteurs).
- (en) Pieters, Walter M. Above Flanders' Fields: A Complete Record of the Belgian Fighter Pilots and Their Units During the Great War, 1914–1918. Grub Street, 1998.  (ISBN 1-898697-83-3), 9781898697831